# 窦镇生
窦镇生，安徽歙县人，是一名清朝政治人物。
窦镇生曾于1907年接替王得庚任宝山县知县一职，1907年由王得庚接任。